# Julius Gans-Ludassy
Julius von Gans-Ludassy, Pseudonym Julius von Goose, (* 13. April 1858 in Wien; † 30. September 1922 ebenda) war ein österreichischer Schriftsteller. 

## Leben
Gans-Ludassy studierte Jus, Medizin und Philosophie an den Universitäten von Paris und Wien (Dr. jur. 1883). Er wurde 1885 Redakteur beim Neuen Wiener Tagblatt, 1890 beim Fremden-Blatt, 1894 Chefredakteur bei der Wiener Allgemeinen Zeitung und 1902 bei der Neuen Freie Presse. Ab 1907 betätigte sich Gans-Ludassy als freier Schriftsteller, er schrieb Artikel politischen und nationalökonomischen Inhalts, Theater- und Literaturkritiken, Volksstücke und Romane.